# Brejo
Brejo este un oraș în unitatea federativă Maranhão (MA), Brazilia.